# Saint-Martin-le-Gaillard
Saint-Martin-le-Gaillard – miejscowość i gmina we Francji, w regionie Normandia, w departamencie Sekwana Nadmorska.
Według danych na rok 1990 gminę zamieszkiwało 279 osób, a gęstość zaludnienia wynosiła 16 osób/km² (wśród 1421 gmin Górnej Normandii Saint-Martin-le-Gaillard plasuje się na 632. miejscu pod względem liczby ludności, natomiast pod względem powierzchni na miejscu 84.).